# La Luna (álbum)
La Luna es un álbum grabado por la soprano inglesa Sarah Brightman en 2000 y fue lanzado bajo la licencia de Angel Records.
El álbum combina piezas escritas por compositores clásicos y modernos.
Las piezas clásicas son: "How Fair This Place" ("Здесь хорошо") de Rajmáninov; "Figlio Perduto", que está basada en la Sinfonía n.º 7 (Beethoven), "Solo con te" (Handel), aria "La Luna" de la ópera Rusalka.
Con La Luna, Brightman combinó elementos de su estilo tradicional operístico con su nuevo estilo de música pop. Hijo de la Luna es un cover interpretado originalmente por el grupo español Mecano. Este álbum está inspirado en la Luna.
El álbum ha vendido 873.000 copias en Estados Unidos.

## Lista de pistas (Europa)
1. «This Love»
2. «Scarborough Fair»
3. «Figlio Perduto»
4. «La Califfa»
5. «Here With Me»
6. «Serenade»
7. «How Fair This Spot»
8. «Hijo de la Luna»
9. «She Doesn't See Him»
10. «Solo Con Te»
11. «Gloomy Sunday»
12. «La Luna»
13. «First of May» (Live) Encore Track

## Lista de pistas (Estados Unidos)
1. «La Lune»                     – 2:53
2. «Winter In July»              – 4:32
3. «Scarborough Fair»          – 4:11
4. «Figlio Perduto»              – 4:37
5. «A Whiter Shade Of Pale»  – 3:38
6. «He Doesn't See Me»           – 4:28
7. «Serenade»                    – 1:16
8. «How Fair This Place»         – 2:10
9. «Hijo de la Luna»         – 4:27
10. «Here With Me»                – 5:24
11. «La Califfa»                  – 2:47
12. «This Love»                   – 6:11
13. «Solo Con Te»                 – 3:06
14. «Gloomy Sunday»           – 3:47
15. «La Luna»                     – 7:18

### Pistas adicionales
1. Moon River canción escondida, comienza su reproducción a los 5:16 de la pista 15, 20 segundos después del final de "La Luna".
2. "Heaven Is Here" Pista exclusiva de la edición Barnes & Noble, con "Moon River" escondida después de ella.

## Sencillos
- «Scarborough Fair» (2000)
- «La Luna» (Promo in Brazil) (2000)
- «A Whiter Shade Of Pale» (2001)
- «Here with me» (Promo EU) (2001)